# Augustus De Morgan
Augustus De Morgan (n. 27 iunie 1806, d. 18 martie 1871) a fost matematician britanic, cunoscut pentru contribuțiile sale în logica matematică, motiv pentru care este considerat întemeietorul logicii formale.

## Biografie

### Tinerețea
S-a născut în Madurai, India. Tatăl era colonel în serviciul armatei britanice din această țară, pe atunci colonie britanică. Mama descindea din familia lui James Dodson (matematician britanic care întocmise o tabelă de antilogaritmi).

Pe când August avea doar șapte luni, tatăl său și-a trimis familia în Anglia.

### Pregătirea universitară
În 1823 intră la Trinity College, Cambridge. I-a avut ca mentori pe George Peacock și William Whewell care i-au devenit prieteni. După absolvire (prin care obține gradul de "Bachelor of Arts") își continuă studiile la Londra, unde studiază dreptul la University College.
La 22 de ani, De Morgan este numit profesor de matematică la universitatea londoneză. Succesul său pedagogic a fost notabil. Fiecare curs se încheia cu probleme interesante, pe care studenții trebuiau să le rezolve până la cursul următor. Nu mai puțin celebru a fost și discursul său "On the study of mathematics", care ulterior avea să fie retipărit și în Statele Unite.
În 1837 se căsătorește cu Sophie Elisabeth. Are trei băieți și patru fete. Dintre aceștia, George îi urmează cariera matematică, căci avea să înființeze, împreună cu alți absolvenți ai University College, o societate matematică și anume London Mathematical Society. Augustus De Morgan i-a fost primul președinte, iar George secretar.

### Bătrânețea
La 60 de ani, datorită unor nemulțumiri privind încălcarea principiului neutralității religioase în ceea ce privește numirea în posturile universitare, De Morgan își dă demisia și se retrage. Beneficiază de o pensie de 500 de dolari. Liniștea vieții sale este tulburată de decesul fiului său, George, apoi a uneia din fiice.

## Operele matematice
- 1830: Publică Elements of Arithmetic.
- 1836: În lucrarea An Explanation of the Gnomonic Projection of the Sphere[11] prezintă diverse probleme ale astronomiei dovedind înclinație și în acest domeniu.
- 1837: În Elements of Trigonometry and trigonometrical Analysis[12] face o trecere în revistă a funcțiilor trigonometrice și aplicațiile acestora.
- 1838: Introduce termenul de inducție matematică pentru acea metodă de demonstrație descoperită anterior de către Pascal (1654) și Fermat (1659) (independent unul de celălalt).
- 1847: În scrierea sa Formal Logic prezintă ceea ce ulterior vor fi denumite "Legile lui De Morgan" (în teoriei mulțimilor). Aceasta face parte din cadrul celor mai mari contribuții ale sale la reformarea logicii matematice.
- 1849: În lucrarea Trigonometry and Double Algebra dă o interpretare geometrică a numerelor complexe.

Poartă corespondență cu alți matematicieni ai epocii: Hamilton și Babbage.